# Johann Ludwig von Güldenstubbe

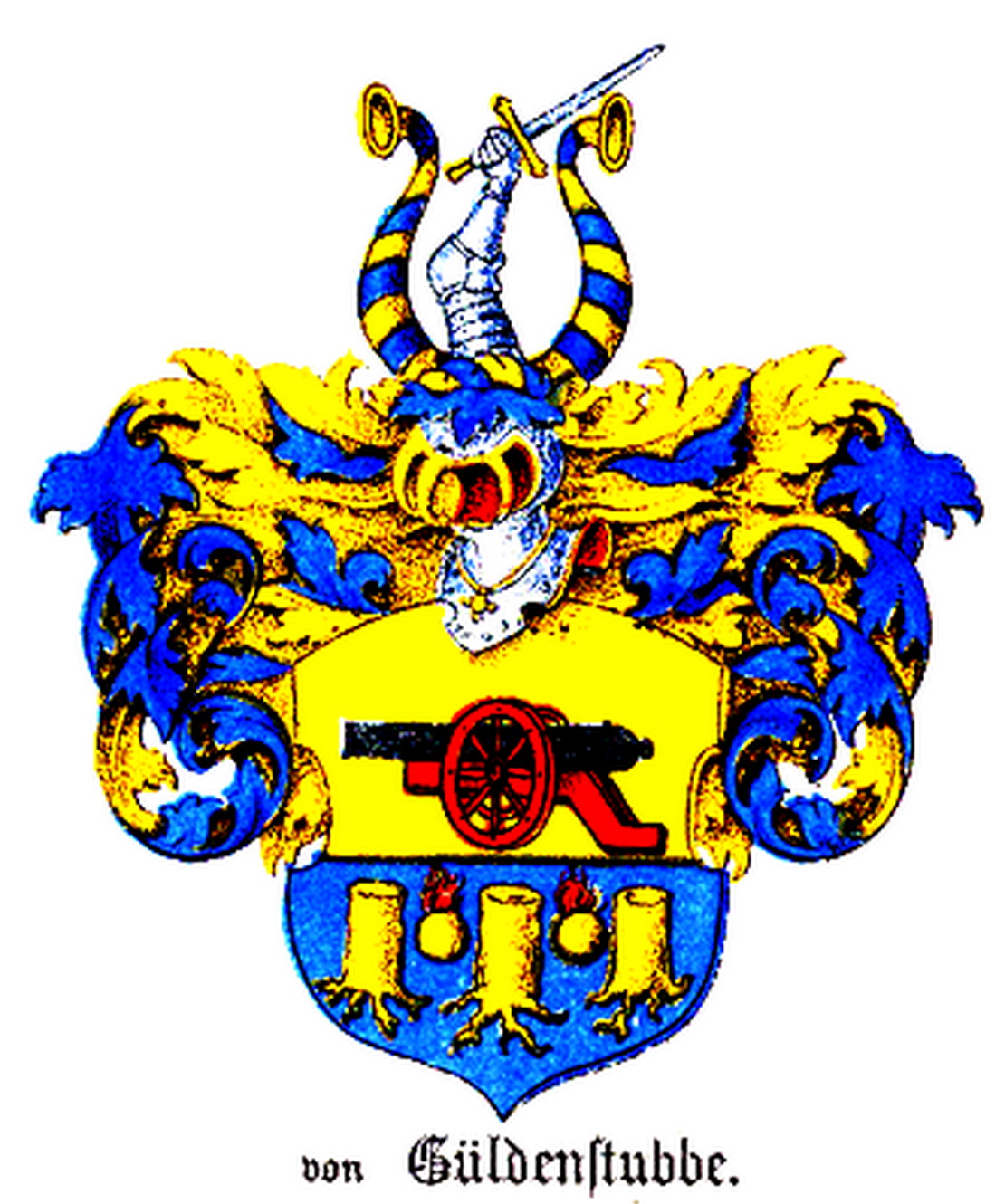
Familienwappen der von Güldenstubbe (1882)

Johann Ludwig von Güldenstubbe, auch Johann Ludwig Baron von Güldenstubbe (* 24. Dezember 1817jul. / 5. Januar 1818greg. in Kaali (deutsch Sall) auf Ösel; † 27. Mai 1873 in Paris; beigesetzt in Heidelberg), war ein baltisch-schwedischer Adelsmann, Philosoph, Spiritist und Esoteriker.

## Leben
Johann Ludwig Baron von Güldenstubbe, wie er in Fachkreisen genannt wurde, befasste sich mit Tischrücken und forschte auf dem Gebiet der „Direkten Schrift“, die er spiritistisch deutete. Güldenstubbe befasste sich über 20 Jahre mit der Erscheinung des „Tischklopfens“ und des „Magnetismus“. Er veranstaltete überwiegend in Paris spiritistische Zirkel, bei denen sich bekannte Personen gezeigt haben sollen. Um der als Geisterschrift bekannten „Direkten Schrift“ auch anderen beweisbar zu machen, stellte er spiritistische Experimente an, nach einer seiner erfolgreichsten Sitzungen schrieb er:
Im Laufe von 12 Jahren erhielt Güldenstübbe, in Gegenwart von Zeugen, über 2000 solcher Geisterschriften, die in mehr als 20 Sprachen verfasst waren. Diese spirituellen Vorkommnisse lösten seinerseits in Frankreich eine schnelle Verbreitung des Spiritismus aus, aus dem wiederum eine religiöse Sekte entstand, deren Förderer Rivail (1804–1869) unter dem Namen Allan Kardec war.
1874 wurde sein Werk „Positive Pneumatologie“ auf den Index gesetzt.

## Julie von Güldenstubbe
Seine Schwester Julie Wilhelmine von Güldenstubbe (1827–1888) lebte mit ihm in Paris und wurde ebenfalls in Heidelberg beigesetzt. Sie begleitete die philosophischen Arbeiten ihres Bruders als Medium und war Herausgeberin sowie Verlegerin seiner wissenschaftlichen Schriften. Des Weiteren soll sie dem französischen Kaiser Napoleon III. (1808–1873) als hervorragendes Medium gedient haben und ihm mehrere Weissagungen übermittelt haben

## Familie
Johann Ludwig v. G. stammte aus dem alten baltisch-schwedischen Adelsgeschlecht der Güldenstubbe, das auf der baltischen Insel Ösel bedeutende Persönlichkeiten hervorbrachte. Sein Großvater Carl Gustav von Güldenstubbe (1739–1814) war öselscher Adelsmarschall, Landrat und Staatsrat. Seine Eltern waren der Landrichter Alexander Georg von Güldenstubbe (1786–1848) und dessen Ehefrau Anette Christine Elisabeth, geborene von Vietinghoff (1794–1843). Sein älterer Bruder Karl Friedrich von Güldenstubbe (1816–1862) war öselscher Landmarschall. Johann Ludwig war unverheiratet und hatte keine Nachkommen.

## Hauptwerke
- In seinem 1857 und 1873, in Französisch verfasstem, Hauptwerk „Positive Pneumatologie. Die Realität der Geisterwelt, sowie das Phänomen der derecten Schrift der Geister. Historische Übersicht des Spiritalismus aller Zeiten und Völker.“[7] beschäftigte er sich mit dem Phänomen der Direkten Schrift, die er spiritistisch deutete.
- Gemeinsam mit seiner Schwester Julie gab er 1875 und 1879 „Gedanken der Geister von jenseits des Grabes“ (Paris 1875, Basel 1879) heraus.[8]